# Abdihamid Nur
Abdihamid Nur (* 14. Oktober 1997 in Mogadischu) ist ein US-amerikanischer Leichtathlet somalischer Herkunft, der sich auf den Langstreckenlauf spezialisiert hat.

## Sportliche Laufbahn
Abdihamid Nur wurde in Somalia geboren, wuchs aber in Phoenix in Arizona auf und studiert seit 2019 an der Northern Arizona University. 2022 wurde er NCAA-College-Hallenmeister über 3000 und 5000 Meter. Im selben Jahr startete er im 5000-Meter-Lauf bei den Weltmeisterschaften in Eugene und belegte dort mit 13:18,04 min im Finale den elften Platz. Im Jahr darauf siegte er in 13:05,17 min beim USATF Los Angeles Grand Prix und belegte dann bei den Weltmeisterschaften in Budapest mit 13:23,90 min im Finale den zwölften Platz. 2024 nahm er an den Olympischen Sommerspielen in Paris teil und verpasste dort mit 14:15,00 min den Finaleinzug.
2023 wurde Nur US-amerikanischer Meister im 5000-Meter-Lauf.

## Persönliche Bestzeiten
- 1500 Meter: 3:35,63 min, 4. Mai 2024 in Los Angeles
- Meile: 3:55,94 min, 29. Januar 2022 in Seattle
  - Meile (Halle): 4:03,98 min, 26. Februar 2022 in Bozeman
- 3000 Meter: 7:40,66 min, 11. Februar 2022 in Seattle
  - 3000 Meter (Halle): 7:58,65 min, 16. Februar 2024 in Albuquerque
- 5000 Meter: 13:05,17 min, 26. Mai 2023 in Los Angeles
  - 5000 Meter (Halle): 13:03,17 min, 26. Januar 2024 in Boston
- 10.000 Meter: 27:17,28 min, 16. März 2024 in San Juan Capistrano